# Audronis
Audronis ist ein litauischer männlicher Vorname, abgeleitet von audra (dt. „Sturm“). Die Verkürzung ist Audris. Die weiblichen Formen sind Audronė und Audra.

## Personen
- Audronis Imbrasas (* 1964), Tanzkritiker, Kulturmanager und -politiker, Vizeminister